# Österreichisches Umweltzeichen
Das Österreichische Umweltzeichen bietet Konsumenten eine Informationsgrundlage für umweltfreundliche Kaufentscheidungen. Es ist ein staatlich vergebenes Umweltzeichen für ökologische Wirtschaft, das die Öffentlichkeit auf die umweltbelastende Herstellung, Verwendung und Entsorgung von Gebrauchsgütern aufmerksam macht und im Gegenzug umweltfreundliche Produkte und Dienstleistungen kennzeichnet. Das Zeichen wird in den Sparten Produkte, Tourismus, Green Meeting und Bildung vergeben. Mittlerweile tragen rund 4.400 Produkte mit einem Jahresumsatz von 956 Millionen Euro sowie 400 Tourismusbetriebe, über 140 Kindergärten, Schulen und außerschulische Bildungseinrichtungen die staatliche Auszeichnung. In den letzten Jahren ist die Anzahl der zertifizierten Produkte um circa 30 Prozent jährlich gestiegen. Seit 2010 gibt es in Österreich zum Beispiel fast nur noch Schulhefte mit Umweltzeichen-zertifiziertem Papier zu kaufen.
Seit 1990 kennzeichnet das Österreichische Umweltzeichen Produkte und Dienstleistungen, die im Vergleich zu Konkurrenzprodukten umweltfreundlicher sind. Die Zertifizierung ist nicht verpflichtend, jedes Unternehmen kann sich freiwillig zertifizieren lassen. Abgesehen vom Österreichischen Umweltzeichen gibt es in Europa noch weitere Umweltsiegel, die von verschiedenen Institutionen, Verbänden, unabhängigen Prüfungskommissionen oder dem Staat vergeben werden.

## Geschichte
Eingeführt wurde das Österreichische Umweltzeichen 1990 von der damaligen Umweltministerin Marilies Flemming. Das Logo entwarf der österreichische Künstler Friedensreich Hundertwasser. Es symbolisiert die Elemente der Ökologie: Erde, Wasser, Natur und Luft. Als erstes Produkt wurde 1991 der heute nicht mehr erhältliche graue „bene Ordner“ zertifiziert. Seit 1996 wurde das Zeichen auch auf die Sparte Tourismus erweitert, mit dem Biolandhaus Arche als erstem Umweltzeichen-Hotel. Seit 2003 gibt es auch ausgezeichnete Schulen, seit 2007 außerschulische Bildungseinrichtungen und seit 2018 auch zertifizierte Kindergärten. Seit 2010 können auch Veranstaltungen als Green Meetings und Events mit dem Österreichischen Umweltzeichen zertifiziert werden. Im Jahr 2015 wurde der Eurovision Song Contest als das weltweit größte TV-Unterhaltungsevent mit dem Österreichischen Umweltzeichen für Green Events zertifiziert.

## Die zertifizierten Sparten
- Das Österreichische Umweltzeichen für Produkte soll Hersteller und Handel dazu motivieren, weniger umweltbelastende Produkte auf den Markt zu bringen. Firmen, die ihre Produkte zertifizieren wollen, müssen zum Beispiel nachweisen, dass diese biologisch abbaubar und möglichst sparsam verpackt sind und dass bei ihrer Erzeugung keine toxischen Stoffe ins Grundwasser gelangen.

- Das Österreichische Umweltzeichen in Tourismus und Freizeitwirtschaft fördert den bewussten Umgang mit Energie und Wasser in Verbindung mit Abfallvermeidung. Die Verwendung von regionalen und biologischen Lebensmitteln ist ebenso vorgeschrieben wie die Förderung der umweltfreundlichen Mobilität. Auch bei der Ausstattung des Betriebes wird auf natürliche Materialien geachtet.

- Das Österreichische Umweltzeichen für Green Meetings und Events legt Anforderungen für den Veranstaltungsort genauso fest wie für das Catering, die umweltfreundliche Beschaffung und Mobilität sowie für soziale Aspekte und Kommunikation.

- Das Österreichische Umweltzeichen zeichnet im Bildungsbereich Kindergärten, Schulen und Bildungseinrichtungen aus, die sich besonderes in den Bereichen umweltorientiertes Handeln, Gesundheitsförderung und Verbesserung der Bildungsqualität engagieren. Projektpartner im Bildungsbereich ist das Forum Umweltbildung.

## Verleihung
Das Österreichische Umweltzeichen wird vom Bundesministerium für Nachhaltigkeit und Tourismus verliehen.

## Richtlinien
Mit dem Umweltzeichen zertifizierte Produkte und Dienstleistungen müssen eine Reihe von Kriterien erfüllen. Die zu zertifizierenden Produkte und Dienstleistungen unterliegen einer gesamtheitlichen Beurteilung. Die Gutachten erfassen die umweltbelastende Wirkung des Produktes oder der Dienstleistung und überprüfen die Herstellungsverfahren, die Entsorgung sowie die Qualitäts- und Gebrauchstauglichkeit.
Grundlagen für die Bewertung eines Erzeugnisses bzw. einer Dienstleistung sind daher folgende Punkte:
- Rohstoff und Energieverbrauch
- Toxizität der Inhaltsstoffe
- Emissionen wie Abgase und Abwässer
- Recyclingfähigkeit
- Verpackung
- Vertrieb und Transport
- Qualität und Sicherheit
- Langlebigkeit
- Reparaturfreundlichkeit

Für die Erstellung und Administration der Umweltzeichen-Richtlinien sind das Bundesministerium für Nachhaltigkeit und Tourismus und der Verein für Konsumenteninformation (VKI) zuständig. Für die Zertifizierung von Schulen ist außerdem das Bildungsministerium mit zuständig.
Zusätzlich gibt es noch den Beirat Umweltzeichen und Fachausschüsse, in denen unabhängige Experten aus den Bereichen Umwelt, Wirtschaft und Konsumentenschutz vertreten sind.

## Beirat Umweltzeichen und Fachausschüsse
Bei der Bestimmung der Richtlinien nimmt der Beirat Umweltzeichen eine wichtige Position ein. Er legt die Arbeitsprogramme fest und beschließt, für welche Produktgruppen bzw. Dienstleistungsbereiche Richtlinien erstellt werden müssen. Der Fachausschuss, der für jede Produktgruppe neu einberufen wird, verabschiedet einen möglichst einstimmigen Richtlinienentwurf. Dieser muss vom Beirat Umweltzeichen bestätigt werden. Danach wird die neue Richtlinie durch die Umweltministerin veröffentlicht. Die Gültigkeit der Richtlinien ist auf vier Jahre beschränkt. Danach erfolgt die Aktualisierung der Richtlinie und die neuerliche Beschließung durch den Beirat. Eine vorzeitige Außerkraftsetzung oder Änderung der Richtlinien ist angesichts wichtiger Gründe (wie etwa wesentliche Änderungen in Wissenschaft und Technik) möglich.

## Antragstellung
Anträge auf die Verleihung des Umweltzeichens können an den Verein für Konsumenteninformation gerichtet werden. Mit der Vergabe des Umweltzeichens ist eine jährliche Nutzungsgebühr zu entrichten. Die Höhe der Gebühr ist von Größe und Umsatz des Unternehmens abhängig. Bei Verletzung des Zeichennutzungsvertrages (etwa durch Nichteinhaltung der Richtlinien oder bei Zeichenmissbrauch) wird die Berechtigung der Zeichennutzung dauernd oder bis zur Wiederherstellung des vertragsgemäßen Zustandes entzogen. Werden die Richtlinien eingehalten, kann das Umweltzeichen für eine weitere Periode von vier Jahren verlängert werden.
Die Durchführung des Zeichenvergabeverfahrens, die Entwicklung der Prüfrichtlinien, Prüfung der eingereichten Anträge, erfolgt in Zusammenarbeit mit dem Verein für Konsumenteninformation.